# Заповедный (Белгородская область)
Заповедный — посёлок в Губкинском районе Белгородской области России. Входит в состав Сергиевской территориальной администрации.

## История
В 1968 г. указом президиума ВС РСФСР поселок фермы № 1 совхоза «Бабровский» переименован в Заповедный.

## Население
| 2002 | 2010 | 2011 | 2013 | 2015 | 2016 |
| ---- | ---- | ---- | ---- | ---- | ---- |
| 200  | ↘165 | ↘156 | →156 | ↗161 | ↗166 |